# Rio Aurá (Maranhão)
O rio Aurá é um curso d'água localizado no norte do estado do Maranhão.
Nasce entre os municípios de São Vicente Ferrer e São Bento e sua foz está no Golfão Maranhense, na baía de São Marcos.
Alguns de seus afluentes são os rios da Mata, Mojó e Jacioca.
Encontra-se inserido na Área de Proteção Ambiental da Baixada Maranhense, uma região de rica biodiversidade, formada por uma planície alagada e diversos lagos interligados, e sua foz na Área de Proteção Ambiental das Reentrâncias Maranhenses. A sua bacia fica localizada em uma região em que a média pluviométrica fica entre 1.600 e 2.000 mm anuais. Sua foz fica em um ambiente rico em manguezais.
Sua bacia hidrográfica possui área de aproximadamente 1.309,58 km², abrangendo os municípios de São João Batista, São Vicente Ferrer, São Bento, Bacurituba, Palmeirândia, Peri-Mirim, Alcântara, Bequimão e Cajapió.
A construção de barragens no alto do curso do rio, em São Bento, Bacurituba, Cajapió, São Vicente Ferrer, Bequimão tem influenciado na diminuição do volume hídrico no baixo curso do rio, em Palmeirândia, Peri-mirim, Alcântara e Bequimão.